# Carlo Albanesi
Carlo Albanesi (Napoli, 22 ottobre 1856 – Londra, 21 settembre 1926) è stato un pianista e compositore italiano, fu insegnante alla Royal Academy of Music a Londra, abbastanza noto concertista ed autore di varie composizioni, in specialmodo per pianoforte.

## Biografia
Fu instradato nella carriera musicale dal padre Luigi. Dopo alcuni concerti di pianoforte tenuti a Napoli, nel 1872 si fece conoscere al pubblico di Parigi, e qualche anno dopo, con l'incoraggiamento di Francesco Paolo Tosti, si trasferì a Londra dove, succedendo a Thomas Wingham, prese il posto di insegnante di pianoforte presso la Royal Academy.
Di Carlo Albanesi sono note specialmente le Sonate per pianoforte; ricorderemo inoltre il libro Arte pianistica (1917), Sei fogli d'Album op. 13, un trio, dodici preludi e circa 50 pezzi di vario genere.